# Eduard Hercigonja
Eduard Hercigonja (Zagreb, 20. kolovoza 1929. − Zagreb, 22. svibnja 2022.) bio je povjesničar književnosti, filolog, kroatist, hrvatski akademik.

## Životopis
Osnovnu i srednju školu pohađao je u Sisku, a na Filozofskom fakultetu Sveučilišta u Zagrebu diplomirao je slavistiku. Doktorsku disertaciju Jezik glagoljaške neliturgijske književnosti 15. stoljeća i Petrisov zbornik obranio je 1970. U zvanje docenta izabran je 1970., izvanrednim profesorom postao je 1974., a redovnim 1977. Od 1968. do 1996. godine na čelu je Katedre za staroslavenski jezik na Odsjeku za kroatistiku Filozofskoga fakulteta u Zagrebu. Od 1977. član je suradnik HAZU, od 1986. izvanredni i od 1991. redoviti član HAZU.
U svojoj knjizi "Tropismena i trojezična kultura hrvatskoga srednjovjekovlja" obrazložio je jedinstvenost hrvatske srednjovjekovne književnosti unatoč njezinoj uporabi različitih pisama i jezičnoj raznovrsnosti, što je neke ranije proučavatelje hrvatske kulture zavodilo na krive putove (Miklošič).

## Djela
- "Na temeljima hrvatske književne kulture" Zagreb 2004. ISBN 953-150-705-8
- "Urbar modruški od god. 1486." Ogulin 1997. ISBN 953-96363-4-5
- "Tropismena i trojezična kultura hrvatskoga srednjovjekovlja" Matica hrvatska, Zagreb 1994.
- "Nad iskonom hrvatske knjige : rasprave o hrvatskoglagoljskom srednjovjekovlju" Zagreb 1983.
- "Srednjovjekovna književnost" Zagreb 1975.

## Nagrade
Za znanstveni rad prof. Hercigonja nagrađen je republičkim nagradama 1975. i 1983. godine te Nagradom grada Zagreba 1975. godine.